# Cheong Jun Hoong
Cheong Jun Hoong (ur. 16 kwietnia 1990 w Batu Gajah) – malezyjska skoczkini do wody, medalistka olimpijska z Rio de Janeiro, medalistka mistrzostw świata, medalistka igrzysk azjatyckich, olimpijka z Londynu i Tokio.

## Przebieg kariery
Debiutowała w zawodach międzynarodowych w 2004 roku, biorąc udział w zawodach Grand Prix (zajęła 5. pozycję w konkurencji skoku synchronicznego z trampoliny 3 m). Rok później zaś uczestniczyła w mistrzostwach świata, w tym debiucie wystartowała jedynie w konkurencji skoku z trampoliny 3 m i zajęła 33. pozycję.
W 2010 otrzymała brązowy medal igrzysk azjatyckich w konkurencji skoku z trampoliny 1 m. Natomiast w 2011 roku została złotą medalistką letniej uniwersjady w drużynowej rywalizacji.
W 2012 roku zaliczyła olimpijski debiut, w ramach letnich igrzysk w Londynie uczestniczyła w konkurencjach skoku z trampoliny indywidualnie i synchronicznie. Zajęła odpowiednio 20. pozycję z wynikiem 272,45 pkt i 8. pozycję z wynikiem 283,50 pkt. Dwa lata później wywalczyła kolejne dwa medale igrzysk azjatyckich – srebro w skoku synchronicznym z trampoliny 3 m oraz brąz w skoku z trampoliny 3 m indywidualnie.
W 2016 wystartowała w letnich igrzyskach olimpijskich w Rio de Janeiro, w ramach których uczestniczyła w trzech konkurencjach. W skoku z trampoliny indywidualnie uzyskała wynik 282,25 pkt i zajęła 21. pozycję, w skoku synchronicznym z trampoliny uzyskała wynik 293,40 pkt i zajęła 5. pozycję, natomiast w konkursie skoku synchronicznego z wieży uzyskała rezultat 344,34 pkt, który dał jej srebrny medal olimpijski. W 2017 otrzymała dwa medale mistrzostw świata, złoty w skoku z wieży i brązowy w skoku synchronicznym z wieży. Rok później stała się mistrzynią igrzysk Wspólnoty Narodów w konkurencji skoku synchronicznego z wieży 10 m.
W swym trzecim występie olimpijskim, w ramach igrzysk w Tokio, wystąpiła indywidualnie w konkurencji skoku z wieży. Uzyskała rezultat 251,80 pkt i zajęła 26. pozycję.